# Książęta kurscy
Lista władców księstwa kurskiego
| Imię                        | Daty panowania |
| --------------------------- | -------------- |
| Izjasław Monomachowicz      | 1094–1096      |
| Oleg I Światosławowicz      | 1096–1115      |
| Igor I Święty               | 1115–1127      |
| Gleb I Olegowicz            | 1134–1138      |
| Igor I Święty               | 1138–1139      |
| Światosław I Olegowicz      | 1139–1146      |
| Iwan Juriejewicz            | 1146–1147      |
| Gleb Juriejewicz            | 1148–1151      |
| Światosław II Stary         | 1158–1164      |
| Igor II Wielki              | 1164–1180      |
| Wsiewołod I Światosławowicz | 1180–1196      |
| Oleg I Światosławowicz      | 1202–?         |
| Światosław II Igorowicz     | ?-1206         |
| Jurij I Olegowicz           | 1206–?         |
| Dymitr Olegowicz            | XIII wiek      |
| Wasyl Dymitrowicz           | ?-1278         |